# Lista statelor din Uniunea Europeană după populație
Aceasta este o listă a statelor membre ale Uniunii Europene clasificate în funcție de populație, care este sortată după cifra populației din 2024, furnizată de Eurostat.
| Rang | Țară          | Cifra Eurostat 2024 | % din totalul Uniunii Europene | Cifra oficială națională | Data cifrei oficiale naționale | Sursa cifrei oficiale naționale                                     |
| ---- | ------------- | ------------------- | ------------------------------ | ------------------------ | ------------------------------ | ------------------------------------------------------------------- |
| 1    | Germania      | 83,445,000          | 18.57                          | 83,237,124               | 31 decembrie 2021              | Estimare oficială                                                   |
| 2    | Franța        | 68,402,000          | 15.22                          | 67,874,000               | iunie 2022                     | Estimare oficială                                                   |
| 3    | Italia        | 58,989,700          | 13.13                          | 58,906,742               | 1 martie 2022                  | Estimare oficială lunară                                            |
| 4    | Spania        | 48,610,500          | 10.82                          | 47,432,805               | 1 ianuarie 2022                | Estimare oficială Arhivat în 11 ianuarie 2022, la Wayback Machine.  |
| 5    | Polonia       | 36,621,000          | 8.15                           | 38,014,000               | 30 aprilie 2022                | Estimare oficială                                                   |
| 6    | România       | 19,064,400          | 4.24                           | 19,186,000               | 1 ianuarie 2021                | Estimare oficială                                                   |
| 7    | Țările de Jos | 17,942,900          | 3.99                           | 17,675,187               | 1 mai 2022                     | Monthly official estimate                                           |
| 8    | Belgia        | 11,832,000          | 2.63                           | 11,584,008               | 1 ianuarie 2022                | Official estimate                                                   |
| 9    | Cehia         | 10,900,600          | 2.42                           | 10,519,913               | 31 martie 2022                 | Official estimate                                                   |
| 10   | Portugalia    | 10,639,700          | 2.36                           | 10,361,800               | 31 decembrie 2021              | Estimare oficială Arhivat în 1 decembrie 2022, la Wayback Machine.  |
| 11   | Suedia        | 10,551,700          | 2.34                           | 10,475,203               | aprilie 2022                   | Estimare oficială                                                   |
| 12   | Grecia        | 10,397,200          | 2.31                           | 10,678,632               | 1 ianuarie 2021                | Official estimate Arhivat în 15 noiembrie 2019, la Wayback Machine. |
| 13   | Ungaria       | 9,584,600           | 2.13                           | 9,689,010                | 1 ianuarie 2022                | Estimare oficială                                                   |
| 14   | Austria       | 9,158,800           | 2.03                           | 9,027,999                | 1 aprilie 2022                 | Estimare oficială                                                   |
| 15   | Bulgaria      | 6,445,500           | 1.43                           | 6,838,937                | 31 decembrie 2021              | Estimare oficială                                                   |
| 16   | Danemarca     | 5,961,200           | 1.32                           | 5,883,562                | 1 aprilie 2022                 | Estimare oficială                                                   |
| 17   | Finlanda      | 5,603,900           | 1.24                           | 5,550,312                | 30 mai 2022                    | Estimare oficială lunară                                            |
| 18   | Slovacia      | 5,424,700           | 1.20                           | 5,434,712                | 31 decembrie 2021              | Estimare oficială                                                   |
| 19   | Irlanda       | 5,343,800           | 1.18                           | 5,123,536                | 1 ianuarie 2022                | Estimare oficială                                                   |
| 20   | Croația       | 3,862,000           | 0.85                           | 3,879,074                | 31 decembrie 2021              | Estimare oficială                                                   |
| 21   | Lituania      | 2,885,900           | 0.64                           | 2,797,945                | 1 iunie 2022                   | Estimare oficială lunară                                            |
| 22   | Slovenia      | 2,123,900           | 0.47                           | 2,107,180                | 1 ianuarie 2022                | Estimare oficială Arhivat în 29 iunie 2019, la Wayback Machine.     |
| 23   | Letonia       | 1,871,900           | 0.41                           | 1,886,300                | 1 mai 2022                     | Estimare oficială lunară                                            |
| 24   | Estonia       | 1,374,700           | 0.30                           | 1,331,796                | 1 ianuarie 2022                | Estimare oficială                                                   |
| 25   | Cipru         | 933,500             | 0.20                           | 918,100                  | 1 octombrie 2021               | Estimare oficială                                                   |
| 26   | Luxemburg     | 672,100             | 0.14                           | 645,000                  | 1 ianuarie 2022                | Estimare oficială                                                   |
| 27   | Malta         | 563,400             | 0.12                           | 516,100                  | 31 decembrie 2020              | Estimare oficială Arhivat în 27 februarie 2023, la Wayback Machine. |
|      | Total         | 449,206,600         | 100                            |                          |                                |                                                                     |